# Juken Sentai Gekiranger: Nei-Nei! Hou-Hou! Hồng Kông Đại quyết chiến
Juken Sentai Gekiranger: Nei Nei! Hou Hou! Hồng Kông Đại quyết chiến (電影版 獣拳戦隊ゲキレンジャー ネイネイ!ホウホウ!香港大決戦 Den'eiban Jūken Sentai Gekirenjā: Nei-Nei! Hō-Hō! Honkon Daikessen) là bộ phim điện ảnh của Juken Sentai Gekiranger được công chiếu ngày 4 tháng 8 năm 2007, cùng thời điểm với Kamen Rider Den O, Ore tanjou.

## Câu chuyện
Mở đầu bộ phim là một cuộc chiến như thường lệ giữa Gekiranger và nhóm Rinshi do Mele dẫn đầu. Bỗng có luồng ánh sáng kì lạ phát ra từ một cỗ máy đã dịch chuyển ba Gekiranger cùng Mele và những võ sĩ trên toàn thế giới kể cả Rio - người không tham gia vào cuộc chiến - tới một đấu trường ở Hồng Kông. Cũng tại đây, nhóm của Jan gặp Lao Fang, một cảnh sát viên ở Hồng Kông - người đang điều tra âm mưu của Yang - một con quái vật với sức mạnh ghê gớm dưới lốt của một ông hoàng viễn thông.

## Nhân vật
Các nhân vật mới xuất hiện trong phim là Lao Fang (ラオファン Lao Fang), Yan (ヤン Yan) và Milanda (ミランダ Milanda)

## Diễn viên
- Kandou Jan (漢堂 ジャン Kandō Jan): Suzuki Hiroki (鈴木 裕樹 Suzuki Hiroki)
- Uzaki Ran (宇崎 ラン Uzaki Ran): Fukui Mina (福井 未菜 Fukui Mina)
- Fukami Retsu (深見 レツ Fukami Retsu): Takagi Manpei (高木 万平 Takagi Manpei)
- Quyền Thánh Sha-Fu (マスター・シャーフー Masutā Shā Fū, lồng tiếng): Nagai Ichirō (永井 一郎 Nagai Ichirō)
- Masaki Miki (真咲 美希 Masaki Miki): Itoh Kazue (伊藤 かずえ Itō Kazue)
- Masaki Natsume (真咲なつめ Masaki Natsume): Kuwae Sakina (桑江 咲菜 Kuwae Sakina)
- Rio (理央 Rio): Araki Hirofumi (荒木 宏文 Araki Hirofumi)
- Mele (メレ Mere): Hirata Yuka (平田 裕香 Hirata Yuka)
- Bae (バエ, lồng tiếng): Ishida Akira (石田 彰 Ishida Akira)
- Lao Fang (ラオファン): Ono Mayumi (小野真弓 Ono Mayumi)
- Miranda (ミランダ): Yinling Yan
- Yang (ヤン): Ishibashi Masashi (石橋雅史 Ishibashi Masashi)
- Big the Goto: Kondo Taka (タカ・コンドー Taka Kondō)
- Rodrigo Gillberto: Charles Johnson
- Bulldozer Bruno: Emeka the Black Samurai
- Mikhail Baranovsky: Gerald Lalusi
- Krisna Muhammad: Muhhamad Ribbon
- Kojiro Musashino: Niibori Kazuo (新堀 和男 Niibori Kazuo)
- Mirna Madagascar: Tajiri Shigekazu (田尻茂一 Tajiri Shigekazu)
- Những nữ phục vụ: Machida Ayumi (町田歩美 Machida Ayumi), Nakazawa Ayako (中澤綾子 Nakazawa Ayako), Someya Kana (染谷佳奈 Someya Kana), Inoue Kahori (井上佳穂理 Inoue Kahori), Itagura Saki (板倉さき Itagura Saki), Aoki Hitomi (青木 眸 Aoki Hitomi), Hirai Rena (平井麗奈 Hirai Rena), Kuwabara Kaoru (桑原 薫 Kuwabara Kaoru), Itoi Atsumi (糸井温美 Itoi Atsumi), Kaneko Mika (金子美佳 Kaneko Mika)
- Người dẫn chuyện: Kei Grant

### Diễn viên phục trang
- Geki Red, Geki Tohja: Hirofumi Fukuzawa
- Geki Yellow: Sanae Hitomi
- Geki Blue: Yasuhiro Takeuchi
- Quyền Thánh Sha-Fu: Naoko Kamio
- Hắc Mãnh Sư Rio: Yasuhiko Imai
- Mele (mặc áo giáp): Yūichi Hachisuka
- Miranda (dạng Machine-Man): Motokuni Nakagawa
- Yang (dạng Machine-Man): Hiroyuki Muraoka